# Suite de l'Apologie de M. l'abbé de Prades
La Suite de l'Apologie de M. l'abbé de Prades est un essai polémique de Denis Diderot.
Sur le fond, c'est une réponse à L'Instruction pastorale (22 mai 1752) de Charles de Caylus, évêque janséniste d'Auxerre et à un mandement de l'évêque de Montauban qui, tous deux,  condamnaient la thèse de l'abbé de Prades. Sur la forme, c'est la prétendue troisième partie de L'Apologie de abbé de Prades.
De suite, ce texte n'a que le titre, puisqu'il parait le 12 octobre 1752 à Paris, prétendument à Berlin où l'abbé de Prades rédigeait les deux parties de son Apologie, qui paraitront un peu plus tard dans l'année.